# 屈希爾峰
47°02′29″N 10°13′57″E / 47.04139°N 10.2325°E

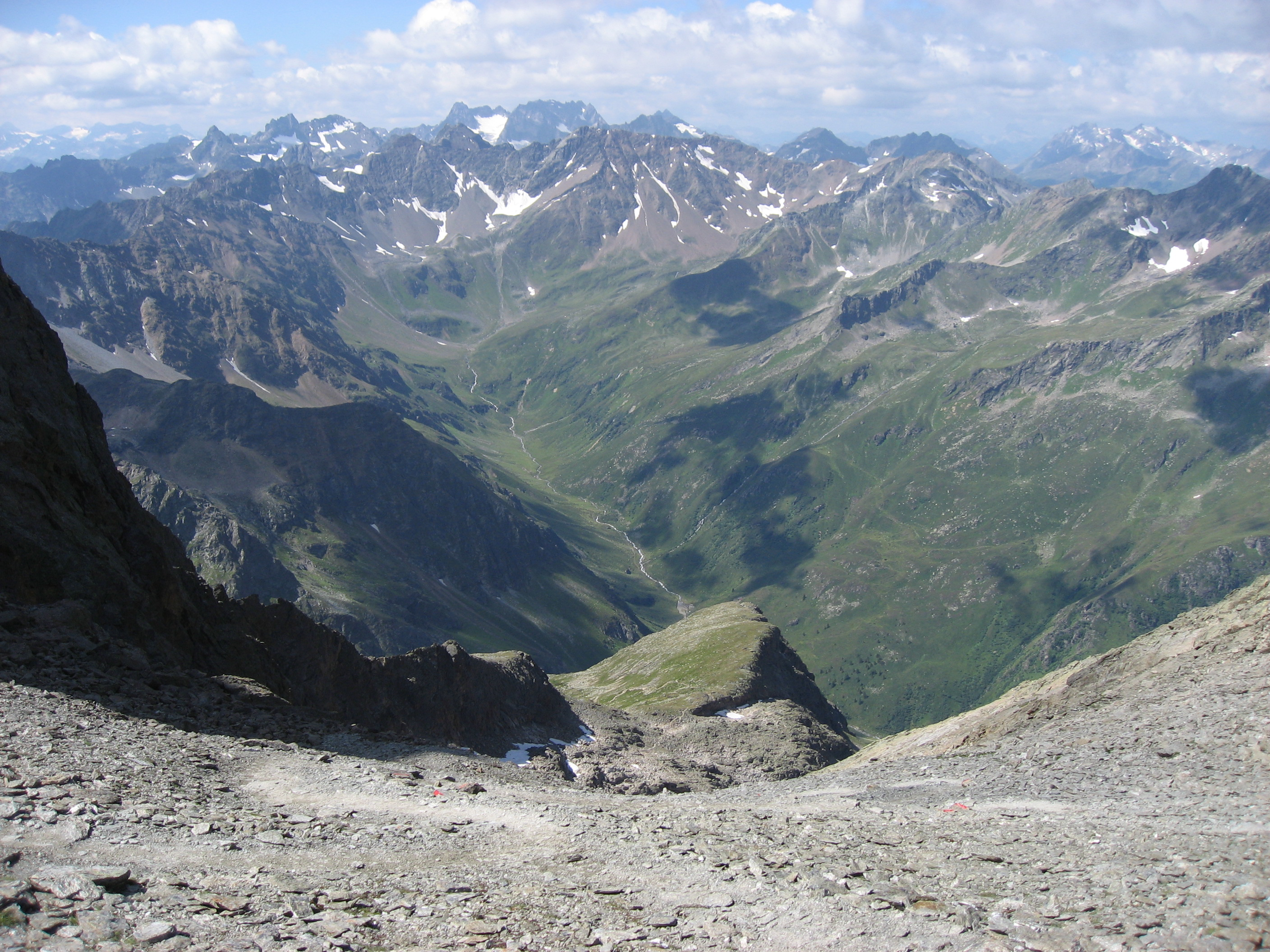

屈希爾峰（德語：Küchlspitze），是奧地利的山峰，位於該國西南部，由蒂羅爾州負責管轄，屬於韋爾瓦爾阿爾卑斯山脈的一部分，海拔高度3,147米，人類首次在1860年登頂。